# 千金堂
千金堂は東京都港区に本社を置く、住宅会社・工務店が参加する住宅フランチャイズである。コンセプトは「太陽光発電住宅」、「屋根緑化住宅」、「高性能防犯住宅」、「高断熱住宅」、「ホームシアターのある家」。

## 沿革
- 2008年（平成20年）11月 - 11の工務店が出資し[2]、株式会社千金堂設立
- 2010年（平成22年）4月 - 株式会社逸品堂を設立

## フランチャイズチェーン
- ジョー・コーポレーション[3]

## 特筆事項
- 「1,000万円という価格の基準をつくり、価値を高めることのみに専念する」という千金堂ブランドをもつフランチャイズである。